# Benedenschiereiland van Michigan

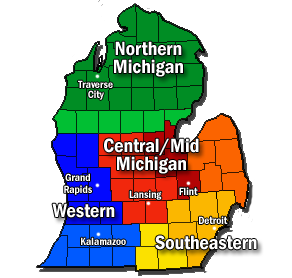
Het Benedenschiereiland.

Het Benedenschiereiland van Michigan (Engels: Lower Peninsula of Michigan) is een van de twee schiereilanden die de Amerikaanse staat Michigan vormen. Het schiereiland is aan drie zijden omgeven door water: in het westen het Michiganmeer, in het noordoosten het Huronmeer en in het zuidoosten het Eriemeer. In het zuiden grenst het aan de staten Indiana en Ohio. Het schiereiland heeft een herkenbare vorm, die van een handschoen. 
Op zijn wijdste punst is het schiereiland van noord naar zuid 446 km lang en van oost naar west 314 km breed. Het Benedenschiereiland beslaat ongeveer 70% van de oppervlakte van de staat, maar huisvest 97% van de bevolking, ongeveer 9,5 miljoen mensen, een groot contrast met het dunbevolkte Bovenschiereiland. Detroit is de grootste stad van het schiereiland en is bekend om zijn auto-industrie. 